# メドウランズ競馬場
メドウランズ競馬場（メドウランズけいばじょう、英: Meadowlands Park Racetrack）は、アメリカ合衆国ニュージャージー州イーストラザフォードにある競馬場。繋駕速歩競走及びサラブレッド競馬の平地競走を開催している。

## 歴史と概要
1976年より繋駕速歩競走（ハーネス）が、1977年より平地競走がそれぞれ開始。
2017年現在、開催日の大半はハーネスであり、8月～9月上旬を除いた金曜日・土曜日を中心に開催されている（一部木曜日に開催されたり、金曜日の開催のない週もある）。
9月下旬～10月下旬のみ、ハーネスに代わってサラブレッド平地競走が開催されている。
競馬場周辺はメットライフ・スポーツ・コンプレックス（メドウランズ・スポーツ・コンプレックス）と呼ばれており、メットライフ・スタジアムなどがある。

## コース
楕円形のコースで、外周が1周8ハロンのダートコース、内周が1周7ハロンの芝コースになっている。最後の直線は300m。

## 主な競走
ハーネスの重賞
- ハンブルトニアン

## アクセス
- ニューヨーク・ポート・オーソリティ・バスターミナルより直通バス
- ニュージャージー・トランジットパスカック・バレー線メドウランズ支線のメドウランズ駅より無料タクシー